# NGC 7368
NGC 7368 é uma galáxia espiral barrada (SBb) localizada na direcção da constelação de Grus. Possui uma declinação de -39° 20' 31" e uma ascensão recta de 22 horas, 45 minutos e 31,4 segundos.
A galáxia NGC 7368 foi descoberta em 4 de Outubro de 1836 por John Herschel.